# Melanthiaceae
Las melanthiáceas (nombre científico Melanthiaceae) son una familia de plantas monocotiledóneas, constan de 16 géneros de los que se pueden distinguir 5 grupos distintivos morfológicamente, entre los que se encuentran géneros como Trillium (anteriormente en Trilliaceae). Poseen hojas siempreverdes, de base envainadora, la inflorescencia racimosa, 3 o 4 tépalos, estilos separados y el estigma seco, el perianto persistente en el fruto, el embrión pequeño. La familia fue reconocida por sistemas de clasificación modernos como el sistema de clasificación APG III (2009) y el APWeb (2001 en adelante). La familia está distribuida en regiones templadas del Hemisferio Norte, salvo un único género, Schoenocaulon, que está presente en Perú, pero puede haber sido llevado allí por humanos (son plantas medicinales). La familia contiene potentes alcaloides. 

## Descripción
Hierbas de rizomas tipo tubérculo o tipo bulbo o esbeltos, cortos a elongados, los haces vasculares del tallo a veces en 3 anillos (Trillium y parientes). Raíces a veces contráctiles. Saponinas esteroideas y varios alcaloides tóxicos muchas veces presentes. Pelos simples.
Hojas alternas y espirales, a lo largo del tallo o en una roseta basal (o verticilado 
y usualmente el mismo número que el verticilo externo del perianto, en Trillium y parientes), simples, enteras, con venación paralela (pero más o menos palmada, con venas primarias convergiendo, venas secundarias pinadas, y venas de orden más alto formando un retículo, en Trillium y parientes), envainadoras en la base. Sin estípulas.
Inflorescencias indeterminadas, terminales (o reducidas a una única flor en Trillium y parientes). 
Flores usualmente bisexuales, usualmente radiales, pequeñas a grandes. 
Tépalos 6, separados a ligeramente conados, imbricados (pero en Trillium diferenciados en cáliz y corola, con sépalos y pétalos usualmente 3 o 4, separados).
Estambres 6 u 8 (raramente numerosos), filamentos separados, anteras sólo 2-loculares, los lóculos muchas veces confluentes, abriéndose por una única ranura, resultando en una apariencia peltada, polen monosulcado o sin aperturas. 
Carpelos 3-10, conados, ovario súpero a ligeramente ínfero, con placentación axial. Estilos usualmente 3, separados, estigmas 3, más o menos elongados. Óvulos 2 a numerosos en cada lóculo, megagametofito formado de un (tipo Polygonum) a dos (tipo Allium) núcleos de megaspora. 
Nectarios en la base del perianto o sin nectarios.
El fruto es una cápsula ventricida (carpelos separándose entre ellos y sus márgenes ventrales separándose para liberar las semillas), o una cápsula loculicida, o una cápsula carnosa, o una baya. Semillas aplanadas a globosas, a veces aladas o con apéndices, no negras.
La familia fue estudiada en detalle por Zomlefer et al. (2001).

## Ecología
Ampliamente distribuidas en hábitats templados o de montaña, típicamente de comunidades dominadas por hierbas. Todos los géneros tienen una distribución en regiones templadas del Hemisferio Norte, salvo un único género, Schoenocaulon, que está presente en Perú, pero puede haber sido llevado allí por humanos (son plantas medicinales).
Las pequeñas flores de Melanthiaceae son polinizadas por escarabajos, abejas, y moscas (y posiblemente también por viento). 
Las pequeñas semillas son probablemente dispersadas por viento, pero la dispersión por hormigas es característica en especies de Trillium que producen semillas ariladas, mientras que la dispersión por pájaros es probable en las especies con bayas coloreadas.

## Filogenia
La monofilia de Melanthiaceae, cuando circunscripta para incluir Trillium, Paris, y Pseudotrillium, está bien sostenida por secuencias de ADN (Chase et al. 1993, 1995a, b, 2000, Rudall et al. 2000a, Zomlefer et al. 2001, 2006a), si bien la familia no es fácil de reconocer. 
En el pasado, los géneros ahora ubicados en Tofieldiaceae y Nartheciaceae muchas veces fueron incluidos en un Melanthiaceae morfológicamente heterogéneo, mientras que Trillium y parientes fueron excluidos (como Trilliaceae, ver Dahlgren et al. 1985, Zomlefer 1996), pero tanto estudios fenéticos como cladísticos confirman la heterogeneidad de esta circunscripción tradicional (Ambrose 1980, Goldblatt 1995). Por eso la familia aquí excluye a Nartheciaceae y Tofieldiaceae, que no están emparentadas cercanamente a las demás especies (Zomlefer 1997a, b). Tofieldiaceae (que contiene por ejemplo a Tofieldia y Harperocallis, en Alismatales) son diferentes de Melanthiaceae en sus hojas dísticas equitantes, su polen 2-sulcado, la presencia de drusas en el tejido parenquimático, y el ovario con tallito. Nartheciaceae (que contiene por ejemplo a Aletris, Narthecium, y Lophiola, en Dioscoreales) tiene raíces inusuales con espacios de aire en la corteza, un único estilo, y cápsulas loculicidas, algunas también tienen hojas dísticas equitantes. Estas dos familias no tienen los alcaloides Veratrum y las semillas aplanadas a aladas características de la mayoría de las especies de Melanthiaceae.
La mayoría de los miembros de la familia perteneces al claramente monofilético y morfológicamente distintivo tribu Melanthieae, es decir, Amianthium, Anticlea, Toxicoscordion, Schoenocaulon, Stenanthium, Veratrum, y Zigadenus, un grupo caracterizado por inflorescencias con flores bisexuales o bisexuales y estaminadas, nectarios cerca de la base de los tépalos, lóculos de las anteras apicalmente confluentes, abertura por una única rajadura y resultando en una apariencia peltada, una cápsula ventricida, y alcaloides de tipo Veratrum (Zomlefer et al. 2001). 
Trillium, Paris, y Pseudotrillium constituyen las Parideae, otra tribu fácil de reconocer. Estos tres géneros tienen hojas verticiladas con venación palmada, reticulada, flores solitarias con el perianto diferenciado en cáliz y corola, y cápsulas carnosas o bayas, todas probables sinapomorfías. El set haploide de cromosomas en estos tres géneros consiste en 5 grandes cromosomas, y esta condición puede ser una sinapomorfía adicional. 
Chionographis, Chamaelirium, y Xerophyllum representan linajes aislados dentro de la familia.
Pseudotrillium nivale puede ser hermano del clado Paris + Trillium, y Pseudotrillium es distintivo en tener pétalos punteados. Paris usualmente tiene 4- a 11-meras flores con pétalos estrechos, mientras que Trillium tiene flores trímeras con pétalos amplios (Farmer y Schilling 2002). 
Dos grandes subgéneros son tradicionalmente reconocidos dentro de Trillium: subg. Trillium, con flores pediceladas, y subg. Phyllantherum, con flores sésiles. La condición pedicelada es plesiomórfica, llevando a cuestionamientos a la monofilia del subg. Trillium. Los análisis cladísticos basados en ADN (Kato et al. 1995a, b) y la morfología (Kawano y Kato 1995) también indican que el subg. Trillium es parafilético y el subg. Phyllantherum es monofilético.
Xerophyllum (dos especies en Norteamérica) es hermano de los géneros del anterior Trilliaceae (Chase et al. 1995a, 1995b, Rudall et al. 2000a). Estas especies están adaptadas a los ambientes xerofíticos (poseen hojas delgadas y graminiformes, y el hábito en una roseta apretada), lo cual contrasta con el hábito de Trillium y afines, que están adaptados a vivir debajo de la canopia de los bosques y tienen hojas reticuladas. Algunos autores (Thorne 1992) consideraron a Veratrum (Melanthiaceae) como una de las monocotiledóneas más primitivas debido a sus hojas reticuladas plicadas, y sus carpelos mayormente sin fusionar, pero está profundamente embebida dentro de Liliales y no está en absoluto relacionada con la base de las monocotiledóneas, lo que quiere decir que es poco probable que haya retenido estos caracteres como primariamente primitivos.

## Taxonomía
La familia fue reconocida por el APG III (2009), el Linear APG III (2009) le asignó el número de familia 53. La familia ya había sido reconocida por el APG II (2003).
6 tribus: Chionographideae - Heloniadeae - Melanthieae - Parideae - Xerophylleae con 14 géneros, 168 especies. Los géneros más representados son Veratrum (45 especies), Trillium (41 especies), Paris (26 especies), Schoenocaulon (24 especies), Toxicoscordion (10 especies), y Anticlea (10 especies).
Géneros, según el APWeb:
- Amianthium A.Gray
- Anticlea
- Chamaelirium Willd.
- Chionographis Maxim.
- Daiswa Rafinesque
- Helonias L.
- Heloniopsis A.Gray
- Kinugasa Tatew. & Suto
- Melanthium L.
- Paris L.
- Pseudotrillium
- Schoenocaulon A.Gray
- Stenanthium (A.Gray) Kunth
- Toxicoscordion
- Trillium L.
- Veratrum L.
- Xerophyllum Michaux
- Ypsilandra Franch.
- Zigadenus Michaux

## Importancia económica
Unos pocos géneros, especialmente Trillium y Veratrum, son usados como ornamentales.
Muchos géneros tienen varios usos en medicina y como insecticidas (debido a sus alcaloides venenosos). 
Las hojas de Xerophyllum son usadas para hacer canastas.